# ニコラ・グラッシ
ニコラ・グラッシ または ニコロ・グラッシ（Nicola Grassi または Nicolò Grassi、1682年4月7日 - 1748年10月6日）はイタリアの画家である。ヴェネツィア派の画家の一人である。

## 略歴
イタリア北東部のフリウーリ地方のズーリオで仕立て屋の息子に生まれた.。以前はズーリオのアントニオ・カルメオ(Antonio Carneo: 1637-1692)という画家に学んだ後、ヴェネツィアの画家、ニッコロ・カッサーナ(Nicolo Cassana: 1659-1713)に学んだとされていたが、グラッシの父親が1691年にすでにヴェネツィアで働いていた記録があり、初めからカッサーラの弟子になった可能性がある。
1712年にはヴェネツィアの画家組合に名前が見られ、フリウーリの画家組合のメンバーでもあった。1713年にヴェネツィアの教会(Chiesa di San Francesco della Vigna)の礼拝堂の装飾画を描いた。
1715年ころの作品など初期の作品には同時期のヴェネツィアの画家、ジョヴァンニ・バッティスタ・ティエポロ(1696-1770)の作品と同じように、フェデリコ・ベンコビッチ(Federico Bencovich 1677–1753)やジョヴァンニ・バッティスタ・ピアッツェッタ(1683-1754)らのテネブリスムの影響が見られる。
1723年からトリノなどで働き、3年後の1726年にヴェネツィアに戻った。1747年までヴェネツィアの画家ギルドである「Fraglia」の会員として働いた。
1748年にヴェネツィアで没した。

## 作品

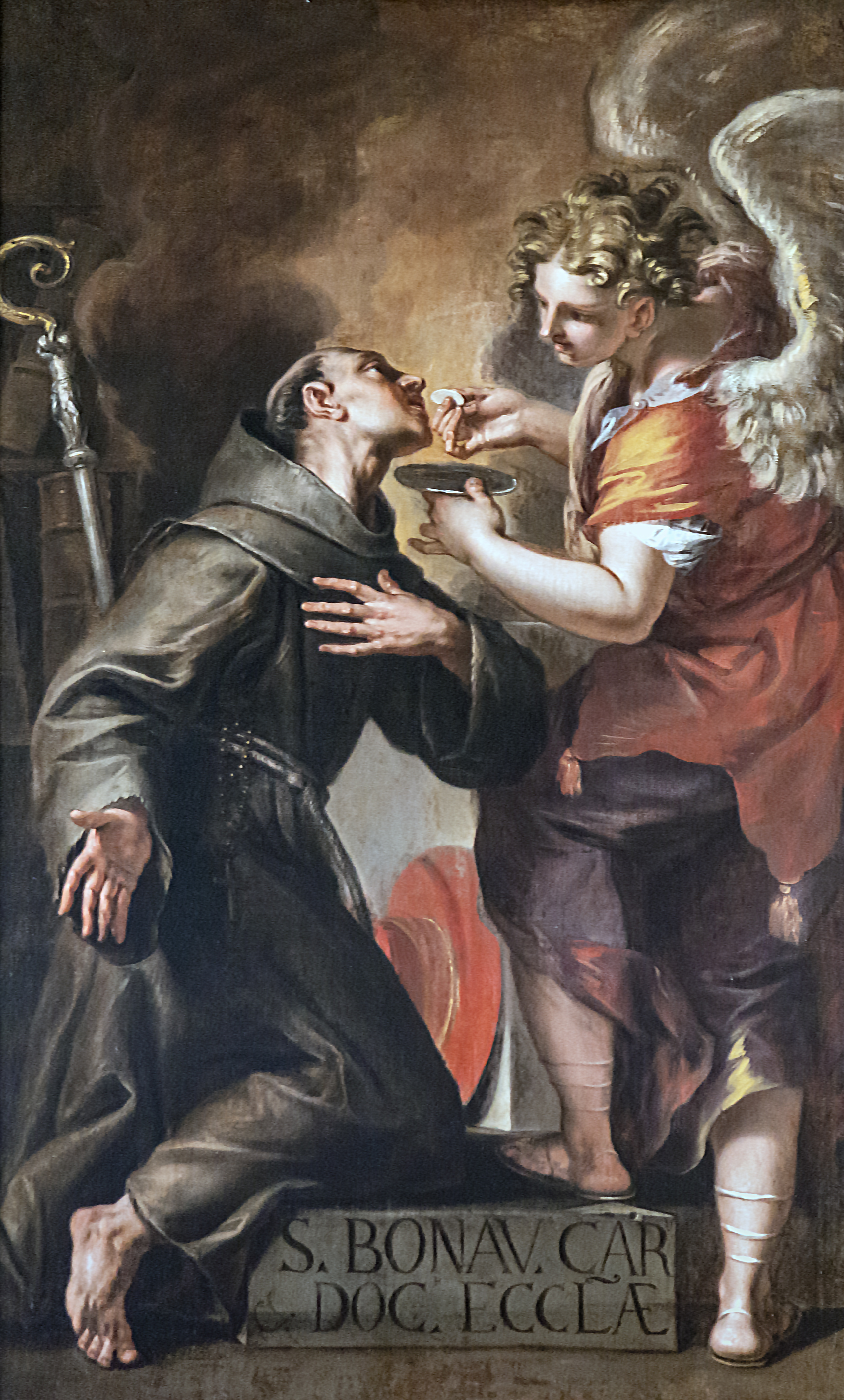
聖ボナヴェントゥラの聖体拝領
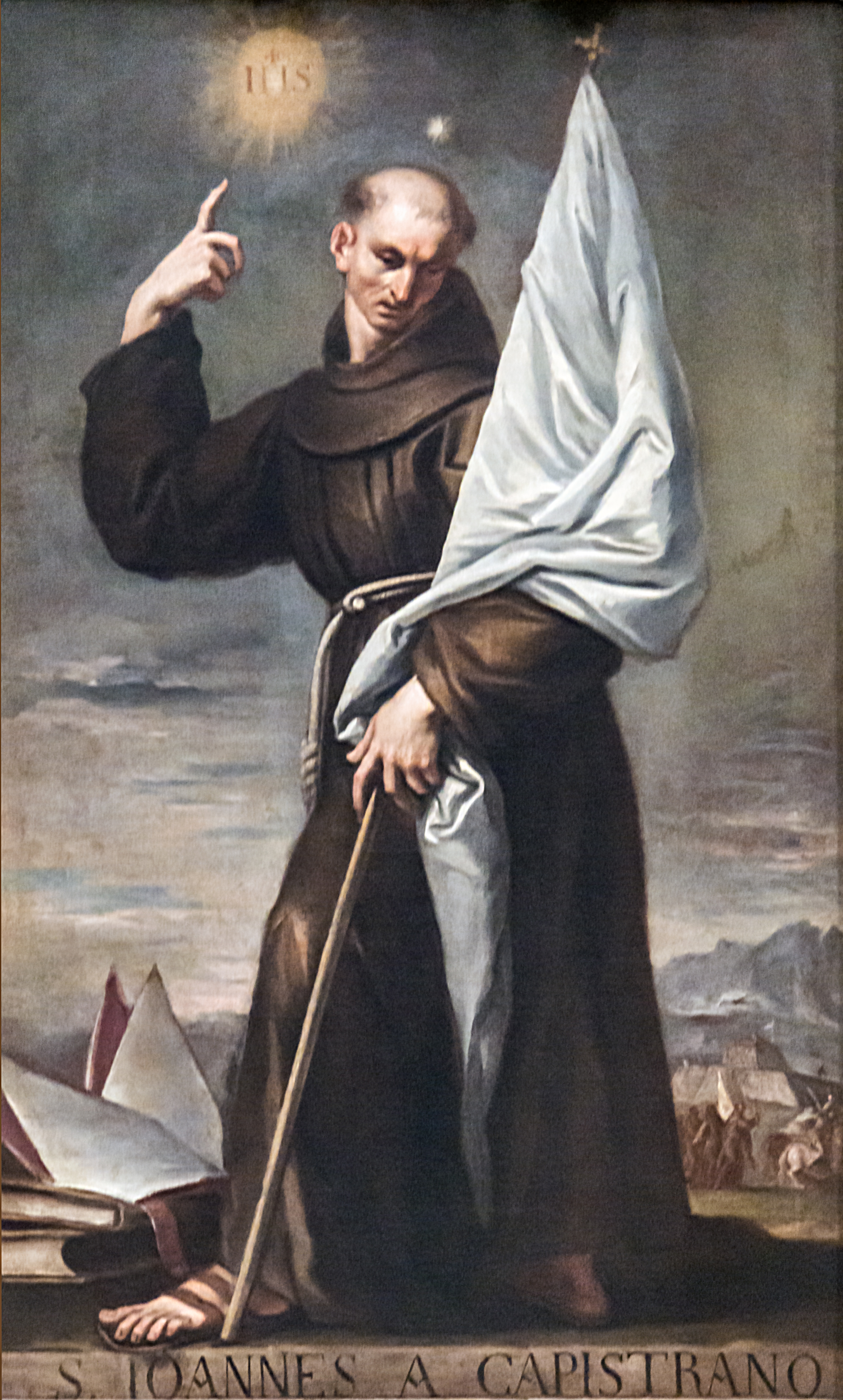
カピストラーノの聖ヨハネ
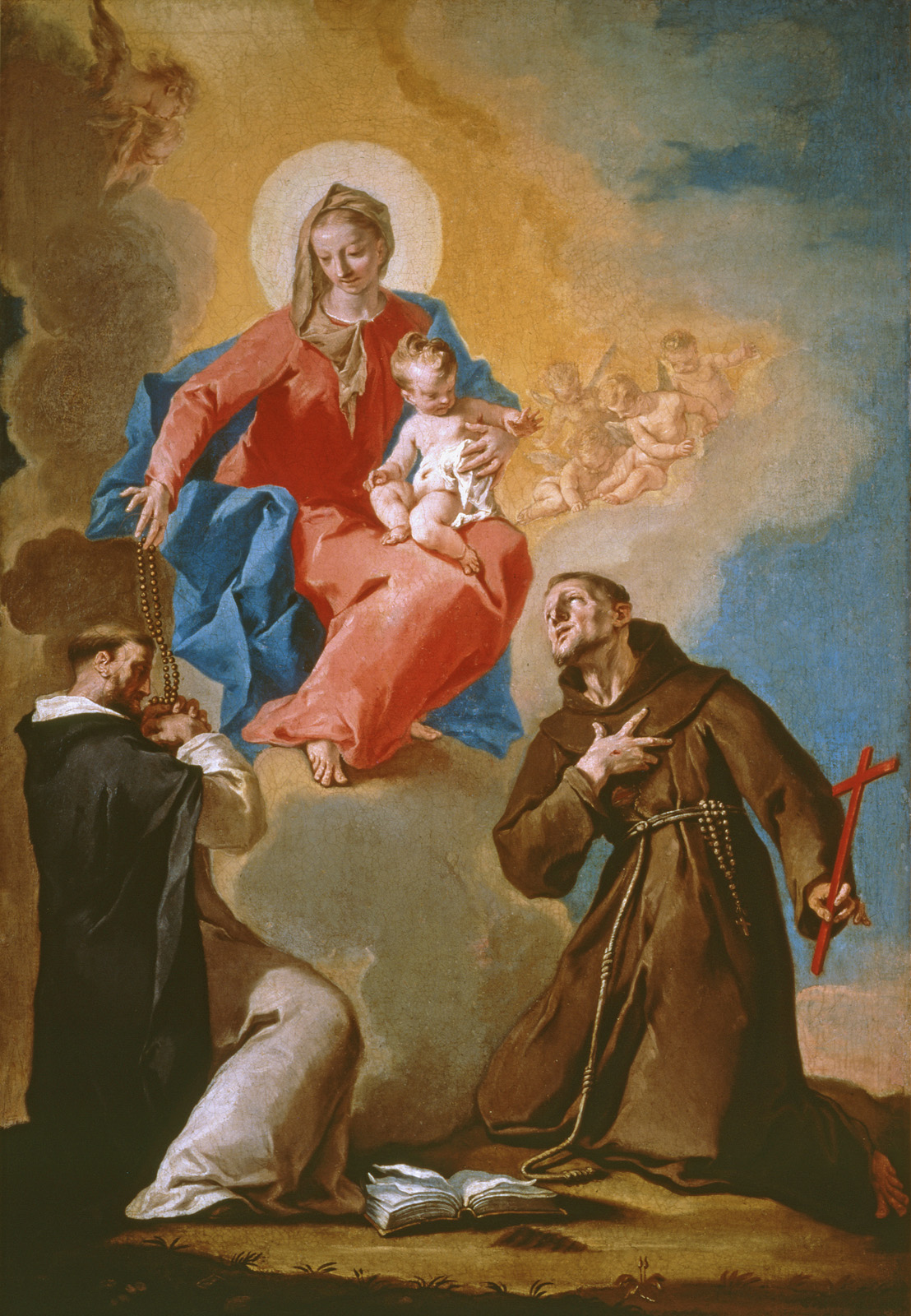
2人の聖人と聖母子、 Jesenice Upper Sava Museum